# 陈兴道街
陈兴道街（越南语：／）是越南胡志明市的一条交通干道，连接滨城市场与堤岸地区。与西贡河平行。
道路得名于抵抗蒙古三次入侵的民族英雄陈兴道将軍。

## 交汇道路
- 范五老街

## 设施
- 滨城市场
- 堤岸